# Gaetano Gigante

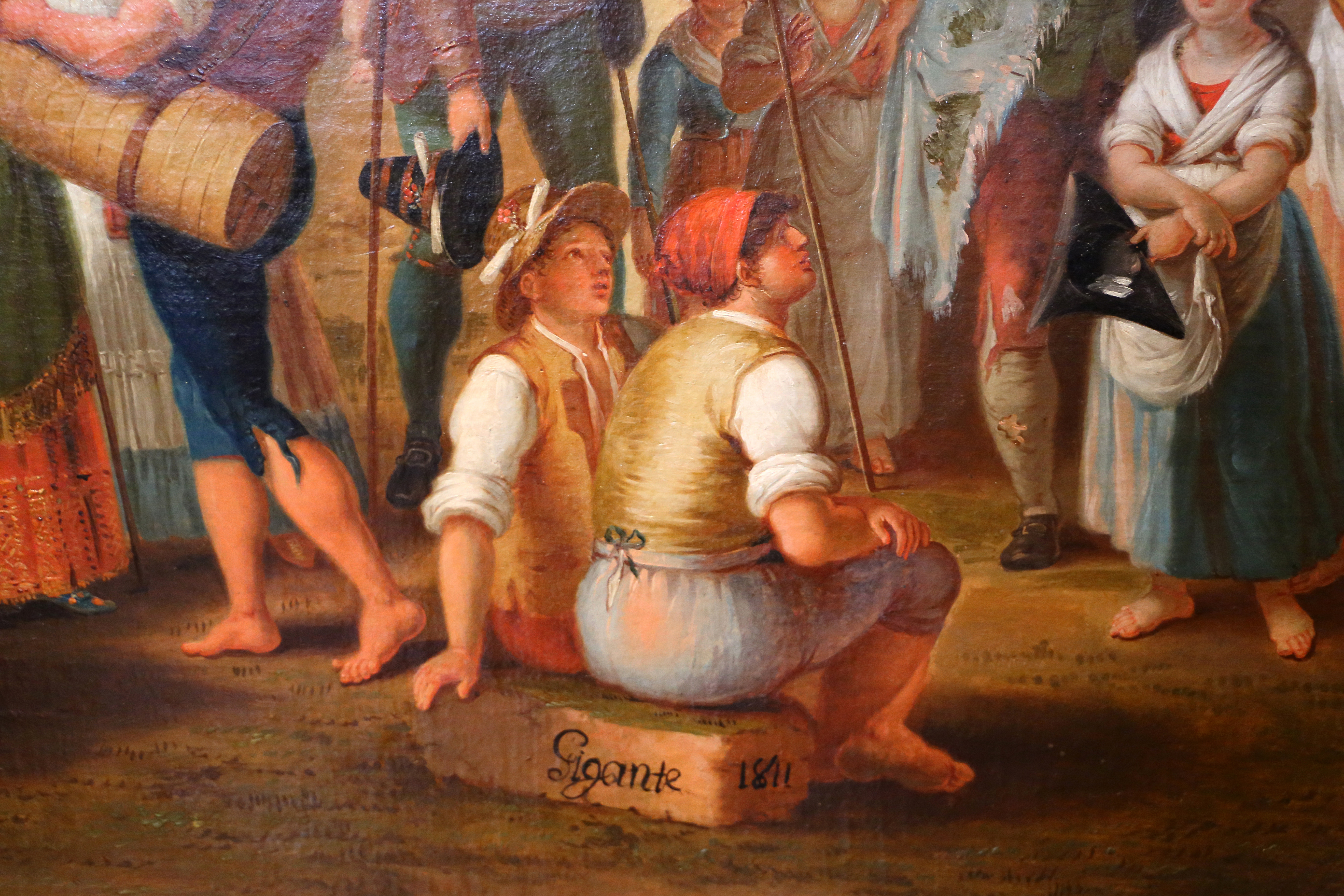
La firma di Gaetano Gigante in un suo dipinto del 1811, La festa della Madonna di Loreto a Napoli

Gaetano Gigante (Napoli, 1770 – 23 settembre 1840) è stato un pittore e incisore italiano, capostipite di una famiglia di artisti.

## Biografia

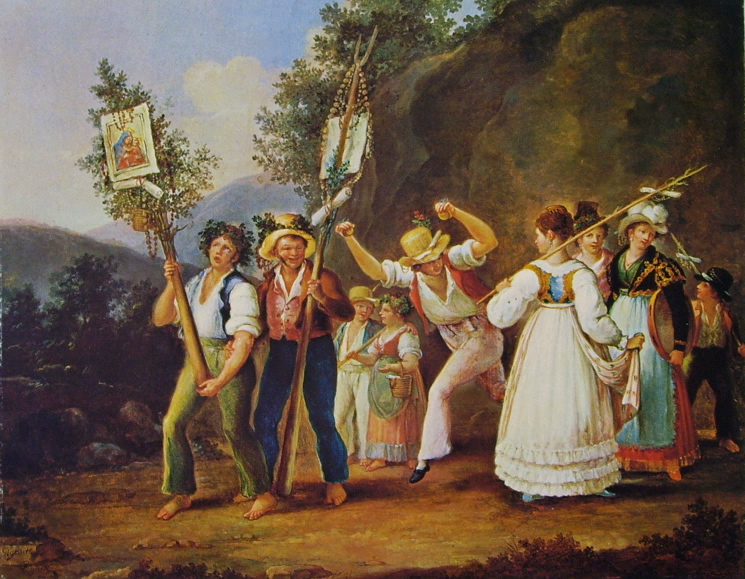
Ritorno dalla festa della Madonna dell'Arco

Gaetano Gigante si formò artisticamente nella bottega di Giacinto Diana, maestro cui sarà fortemente legato al punto di dare il suo nome al più famoso dei suoi figli.
La cifra artistica del suo primo periodo fu influenzata dalla committenza ecclesiastica e a carattere relisioso, che darà luogo a diverse sue opere in chiese della Campania.
Raggiunta la maturità artistica, Gaetano Gigante si dedicò alla pittura di genere, ritraendo nelle sue opere costumi, tarantelle, scene popolari, eventi storici e di cronaca, cosa che gli ha fatto attribuire un ruolo di minore importanza rispetto ai suoi colleghi e collaboratori.
Quattro dei suoi sette figli si affermarono in vari campi artistici: Giacinto Gigante (1806-1876), il cofondatore della Scuola di Posillipo, Emilia Gigante (1809-1839), Ercole Gigante (1815-1860) e Achille Gigante (1823-1846), che fu un rinomato litografo, disegnatore ed acquafortista.

## Opere nei musei
- Museo di San Martino, di Napoli con il dipinto Ritorno dalla festa della Madonna dell'Arco.

## Opere nelle chiese
- Chiesa di Santa Maria dell’Agnena a Vitulazio (CE), con la tela Vergine dell'Agnena (1800)[2].
- Chiesa di Santa Maria della Vigna a Pietravairano (CE), con la grande tela: Assunzione della Vergine Maria denominata anche Ascensione della Vergine.
- Chiesa di Santa Maria di Caravaggio a Napoli, con la grande tela sull'altare maggiore Nascita di Maria (1806)[3].
- Chiesa di Santa Maria di Piedigrotta a Napoli, con numerosi affreschi: i peduncoli della cupola, gli archi del transetto e la volta della navata.
- Chiesa di San Giorgio Martire a Pianura: l' Arcangelo Raffaele e Tobiolo, dipinto olio su tela firmato.